# Lucien Laugier
Pour les articles homonymes, voir Laugier.
Lucien Laugier est un écrivain français né le 3 octobre 1909 à Aïn Tedles (Algérie) et mort le 17 janvier 1992 à Paris.

## Biographie
Docteur en droit et ès lettres, il est officier pendant la Seconde Guerre mondiale. Viticulteur et bâtonnier au barreau de Mostaganem, Lucien Laugier fut également maire de cette ville de 1953 à 1961.
Installé à Paris, il entama une seconde carrière de responsable des affaires juridiques.
À sa retraite, il se consacra à l'écriture de plusieurs ouvrages historiques, notamment sur l'abbé Terray (sujet de sa thèse) et Turgot (Prix Feydeau de Brou de l'Académie française).

## Publications
- Un ministère réformateur sous Louis XV : le triumvirat (thèse de doctorat), Paris, Albatros, prix Feydeau de Brou 1976.
- Turgot, ou le mythe des réformes, Paris, Albatros, prix Thérouanne 1980.
- Duc d'Aiguillon, Commandant en Bretagne, Ministre d'État (Paris, Albatros, 1984, Préface du duc de Castries).
- Le Duc d'Aiguillon (Paris, Albatros, 1984)

## Distinctions
- Chevalier de la Légion d'honneur
- 1976 : prix Feydeau de Brou[2]
- 1979 : prix des intellectuels indépendants
- 1980 : prix Thérouanne[3]